# Playa de Luanco

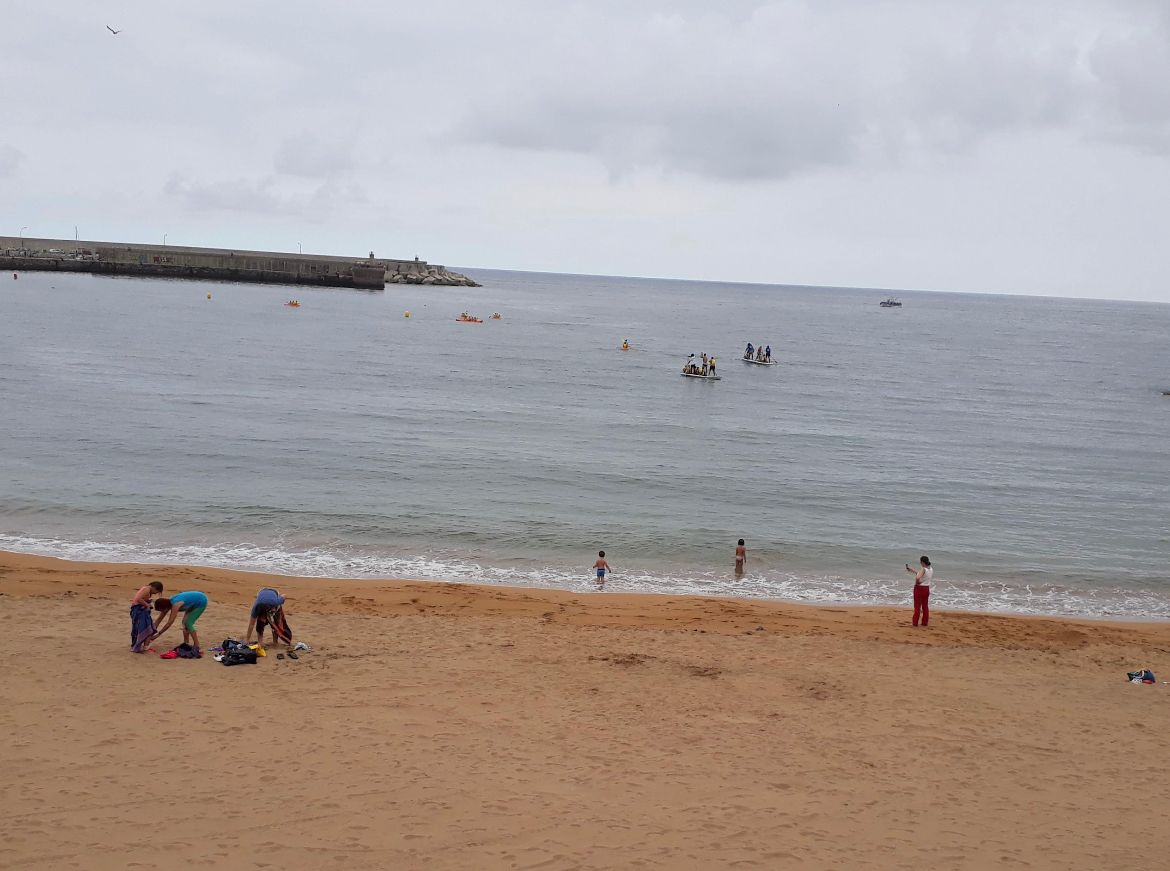

La playa de Luanco o Playa de Santa Marina se encuentra en la Costa Central asturiana (no presentan ningún tipo de protección medioambiental), en la localidad de Luanco, en el concejo de Gozón, comunidad autónoma del Principado de Asturias, España.

## Historia
Antiguamente la playa se conocía como playa de la cabra Muerta, en ella desembocaba una fuente en una parte del acantilado conocida como Cabo la Muerte. En la parte sur de la playa, frente a la Peñarriba, se encuentra la iglesia de Santa María, que no da el nombre a la playa, ya que esta se denomina playa de Luanco o de Santa Marina.  En 1994 se realizó un rellenado de arena y se construyó un nuevo espigón que la dotó de sus características actuales, además de construir el actual paseo marítimo. Hasta entonces las mareas podían cubrir la playa. Por lo tanto, se podría considerar como una playa artificial, o una playa hecha por mano física.

## Descripción
La playa de Luanco presenta forma de concha, estando comunicada con la Playa de La Ribera mediante un paseo marítimo que recorre toda la zona comprendida entre el viejo muelle de Luanco hasta las nuevas instalaciones del actual puerto deportivo. La playa se encuentra guarecida por el lado occidental por el nuevo puerto deportivo y el Puerto de Gayo, donde se encuentran La Ramblina y La Ramblona (construidas para barcos y aprovechadas posteriormente por los bañistas) así como un faro. Por el lado oriental está limitada por un espigón tras el cual se puede observar una pequeña cala que es conocida popularmente como “La iglesia”.

## Servicios
Cuenta con servicios, restaurante, duchas, numerosas cabinas privadas y servicio de salvamento durante el verano.
La primera línea de playa mantiene una arquitectura respetuosa, con chalés construidos en los años 40, 50 y 60 en su mayoría.